# Абдуллин, Сулейман Аюпович
Абдуллин Сулейман Аюпович (15 августа 1928 — 11 марта 2002 года, Уфа) — советский певец, заслуженный артист Башкирской АССР (1986).

## Биография
Сулейман Абдуллин родился 15 августа 1928 в деревне Утягулово Зианчуринского района Республики Башкортостан, стал одним из первых башкирских певцов, исполнявших башкирские народные песни с филармонической сцены. Он был пионером этого дела, посвятив ему всю свою жизнь. Творчество Абдуллина оказало большое влияние на все последующие поколения национальных певцов.
С детства он пел на концертах в клубе и школе, по просьбе взрослых и детей, в горах, которых много вокруг деревни. В 8 лет он впервые участвовал в смотре художественной самодеятельности района и спел такие «взрослые» песни, как «Буранбай», «Таштугай».
В творчестве Сулеймана Абдуллина особое место занимает песня «Долина Касмарки» (это речка, протекающая около деревни). Её он воспринял как реликвию от отца. В 1942 году Аюп-агай перед отправлением на фронт, поднявшись вместе с 14-летним сыном на гору Бирдегул, долго смотрел на округу, а затем, сев на большой камень, спел эту песню, попрощавшись так с родной землёй навеки. «Сынок, — сказал он перед расставанием, — голос у тебя красивый. Когда кончится война, поезжай в Уфу, спой народу по радио, хотя бы раз». Эти слова Сулейман воспринял как напутствие на всю жизнь и, приехав в 1948 году впервые в Уфу, спел по радио свою любимую песню «Долина Касмарки» — прощальную песню отца, песню, посвящённую родной земле.
Двадцатилетнего голосистого певца пригласили на работу в Башкирскую государственную филармонию.
26 лет он проработал солистом филармонии и руководителем концертной бригады. У него был лирический тенор, очень сильный, оперного плана (это значит, что певец мог петь без микрофона), богатый на разные эмоциональные оттенки. Очень скоро Абдуллин стал кумиром публики.
Основное место в его репертуаре заняли протяжные народные песни, хотя были и песни композиторов республики. Внешне очень спокойный, он совершенно преображался при исполнении народных песен, вкладывая в них максимум эмоций. «Башкирские народные песни я пою всем своим существом, всем сердцем, любя всей душой, — говорил певец. — Какую бы песню я ни пел, я всегда проникаюсь её словами, её историей». Каждая из них в его исполнении поднималась до уровня музыкально-поэтической драмы: «Мадинакай», «Залифакай», «Камалек», «Шафик» — всего более шестидесяти. И все — классические образцы башкирских протяжных песен, такие как «Урал» или «Сырдарья». Из песен зианчуринского происхождения певец исполнял песни «Хисам», «Кара Сурай», «Ергаиш», которым научился от матери, собиравшей на берегу этой малой речушки ягоды.
Хотя народ очень полюбил искусство Сулеймана Абдуллина и он очень быстро стал знаменитым, официального признания ему пришлось дожидаться очень долго. Только в 1986 году он был удостоен почётного звания «Заслуженный артист Башкирской АССР».

## Репертуар
В репертуаре артиста более 60 народных песен, включая «Армэ», «Артылыш» («Перевал»), «Буранбай», «Ҡаҫмарт буйы» («Долины Касмарки»), «Залифакай», «Камалек», «Порт-Артур», «Сырдарья», «Таштугай», «Шафик», а также произведения З. Г. Исмагилова, Т. Ш. Каримова и других.
Скончался 11 марта 2002 года в Уфе. Похоронен на Родине.